# 2002年オーストリアグランプリ
2002年オーストリアグランプリ は、2002年F1世界選手権の第6戦として、2002年5月12日にA1リンクで開催された。

## 予選
バリチェロが今シーズン2回目のポールポジションを獲得した。

## 決勝
スタートはバリチェロ、2位にシューマッハが続き3位にはザウバーのハイドフェルドが好スタートを決めた。その後は後方でリタイヤが相次ぎ、ハイドフェルドも紺と白の車の後ろに下がってしまった。
レース20周を過ぎたときにパニスがエンジントラブルでスピン、コース上に停止してしまう。これを排除するためにセーフティカーが出され、その間に各車がピットインするが、再開直後、ユーンのタイヤがロックしたのか白い煙を上げ、慌てたハイドフェルドがスピンし、周回遅れの佐藤が巻き添えをくらいリタイヤ。この事故でセーフティカーが出され、佐藤はヘリコプターで病院に搬送された。
フェラーリはレース終盤にもう1回のピットインを行い、バリチェロ、シューマッハの順で復帰する。しかしレースの終盤、フェラーリの首脳はバリチェロとシューマッハの順位入れ替えを画策する。そしてチェッカーフラッグの数m前でバリチェロはシューマッハに順位を譲った。
この2年連続のチームオーダーは当然ながら世界中で物議をかもした。ホームストレート上や表彰台で、フェラーリのドライバーはブーイングに晒された。チームは「ミハエルにポイントを多く獲らせるためにそうした」と述べたが、これは結果的にこの年の今後のレースをみると全く不要なものであった。なおこのレースでシューマッハが優勝したことにより、この2002年にF1が開催される全レースで優勝経験がある唯一のドライバーとなった。

## レース後
レース後、フェラーリ、シューマッハ、バリチェロの3人の表彰式が違法であったとして罰金のペナルティが出された。優勝トロフィをシューマッハがバリチェロに渡しただけでなく、シューマッハがバリチェロを1位の場所に立たせたのが問題とされた。チームオーダーについても、2003年のF1世界選手権においては禁止され、無線にも規制が出た。
アクシデントを起こしたハイドフェルドと佐藤は重大なけがはなかったものの、ヘリコプターで病院に搬送された。このレースではフィジケラが5位で入賞、ジョーダンが2ポイントを獲得したため、今シーズンレースに出走した11チームのうち、ポイントを獲得していないのはBARのみとなった。
| 順位     | No | ドライバー                       | チーム                  | 周回 | タイム         | グリッド | ポイント |
| -------- | -- | -------------------------------- | ----------------------- | ---- | -------------- | -------- | -------- |
| 1        | 1  | ミハエル・シューマッハ           | フェラーリ              | 71   | 1:33:51.562    | 3        | 10       |
| 2        | 2  | ルーベンス・バリチェロ           | フェラーリ              | 71   | +0.182         | 1        | 6        |
| 3        | 6  | ファン・パブロ・モントーヤ       | ウィリアムズ-BMW        | 71   | +17.730        | 4        | 4        |
| 4        | 5  | ラルフ・シューマッハ             | ウィリアムズ-BMW        | 71   | +18.448        | 2        | 3        |
| 5        | 9  | ジャンカルロ・フィジケラ         | ジョーダン-ホンダ       | 71   | +49.965        | 15       | 2        |
| 6        | 3  | デビッド・クルサード             | マクラーレン-メルセデス | 71   | +50.672        | 8        | 1        |
| 7        | 15 | ジェンソン・バトン               | ルノー                  | 71   | +52.229        | 13       |          |
| 8        | 24 | ミカ・サロ                       | トヨタ                  | 71   | +1:09.425      | 10       |          |
| 9        | 25 | アラン・マクニッシュ             | トヨタ                  | 71   | +1:09.718      | 14       |          |
| 10       | 11 | ジャック・ヴィルヌーヴ           | BAR-ホンダ              | 70   | +1 lap         | 17       |          |
| 11       | 20 | ハインツ＝ハラルド・フレンツェン | アロウズ-コスワース     | 69   | +2 laps        | 11       |          |
| 12       | 22 | マーク・ウェバー                 | ミナルディ-アジアテック | 69   | +2 laps        | 21       |          |
| リタイア | 14 | ヤルノ・トゥルーリ               | ルノー                  | 44   | 燃圧           | 16       |          |
| リタイア | 23 | アレックス・ユーン               | ミナルディ-アジアテック | 42   | 油圧系         | 22       |          |
| リタイア | 16 | エディ・アーバイン               | ジャガー-コスワース     | 38   | 油圧系         | 20       |          |
| リタイア | 7  | ニック・ハイドフェルド           | ザウバー-ペトロナス     | 27   | アクシデント   | 5        |          |
| リタイア | 10 | 佐藤琢磨                         | ジョーダン-ホンダ       | 26   | アクシデント   | 18       |          |
| リタイア | 12 | オリビエ・パニス                 | BAR-ホンダ              | 22   | エンジン       | 9        |          |
| リタイア | 8  | フェリペ・マッサ                 | ザウバー-ペトロナス     | 7    | サスペンション | 7        |          |
| リタイヤ | 4  | キミ・ライコネン                 | マクラーレン-メルセデス | 5    | エンジン       | 6        |          |
| リタイヤ | 21 | エンリケ・ベルノルディ           | アロウズ-コスワース     | 2    | アクシデント   | 12       |          |
| リタイヤ | 17 | ペドロ・デ・ラ・ロサ             | ジャガー-コスワース     | 0    | スロットル     | 19       |          |

## 注
- ラップリーダー：ルーベンス・バリチェロ 69 (1-61,63-70),ミハエル・シューマッハ 2 (62,71)

## 第5戦終了時点でのランキング
| 順位 | ドライバー                 | ポイント |
| ---- | -------------------------- | -------- |
| 1    | ミハエル・シューマッハ     | 54       |
| 2    | ファン・パブロ・モントーヤ | 27       |
| 3    | ラルフ・シューマッハ       | 23       |
| 4    | ルーベンス・バリチェロ     | 12       |
| 5    | デビッド・クルサード       | 10       |

| 順位 | コンストラクター        | ポイント |
| ---- | ----------------------- | -------- |
| 1    | フェラーリ              | 66       |
| 2    | ウィリアムズ-BMW        | 50       |
| 3    | マクラーレン-メルセデス | 14       |
| 4    | ルノー                  | 8        |
| 5    | ザウバー-ペトロナス     | 8        |

- 注：ドライバー、コンストラクター共にトップ5のみ表示。